# Attilio Imolesi
Attilio Imolesi (Cesena, 1890. október 11. – Marostica, 1918. március 14.) olasz ászpilóta. Első világháborús szolgálata során hat igazolt, és két igazolatlan légi győzelmet aratott. Karrierjének 1918 márciusában, 27 és fél éves korában bekövetkezett halála vetett véget.

## Élete
1890-ben született Emilia-Romagna tartomány Cesena városában. Autószerelőnek tanult, így nagyon értett a korabeli technikához.
Amikor 1915-ben Olaszország az antant oldalán belépett az első világháborúba, Imolesi önkéntesként bevonult katonának. Az év végén a Milánó-Malpensai repülőtér hadi repülősiskolájára jelentkezett. A kiképzés után közel szülővárosához, az Adriai-tenger rimini–riccionei partszakasz védelmére osztották be az Osztrák–Magyar Monarchia hidroplánjai ellen, ám ő a frontra kérette át magát.

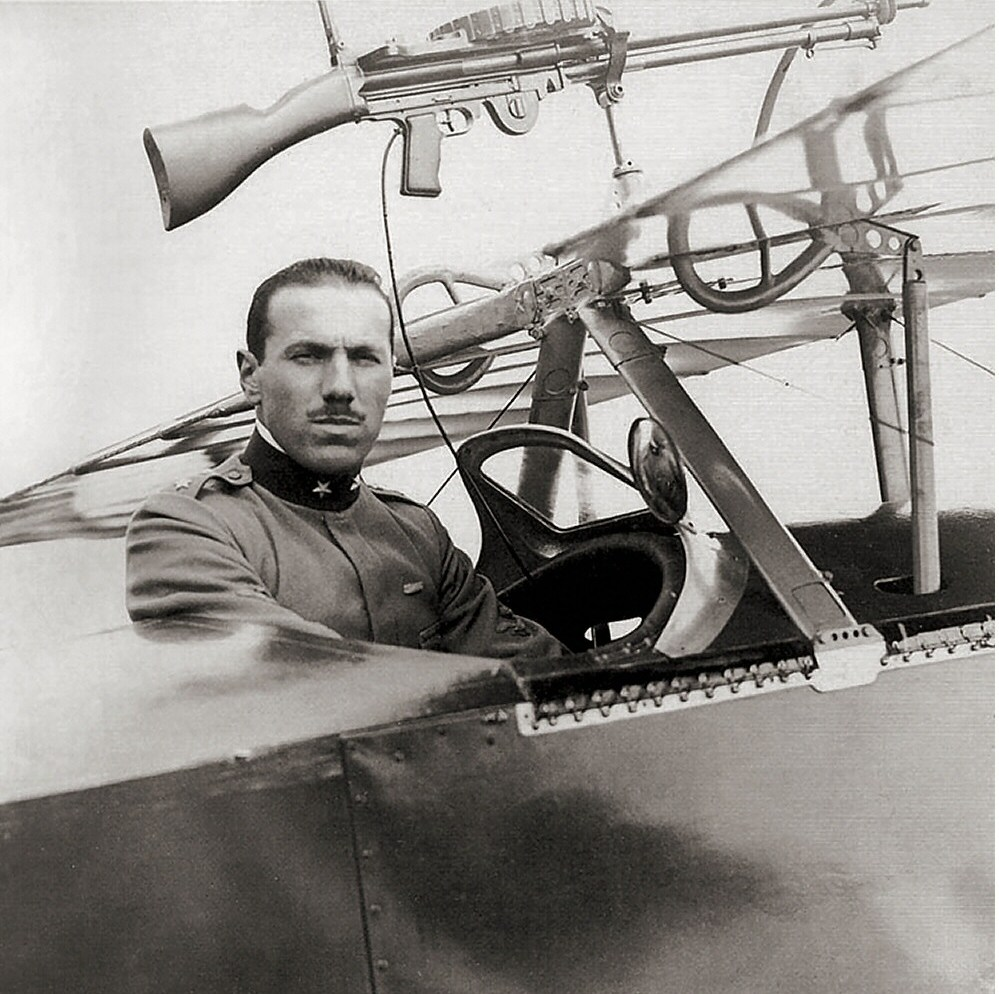
Francesco Baracca, 1916

1916 novemberében tizedesi rendfokozattal áthelyezték a 79. Vadászrepülő-századba, Néhány sikertelen összecsapás után két győzelmet aratott: egy kétüléses gépet szeptember 2-án lőtt le Asiago légterében, 26-án pedig egy osztrák–magyar Hansa-Brandenburg C.I kétüléses Flik 21-est, San Martino del Carso fölött. Nieuport 17 (lajstromszáma: 2142) fedélzetén, Francesco Baracca ászpilótával válvetve harcolt. Egy hónappal később, május 26-án a kíséretében lévő kétüléses gép eltűnt egy felhőben Nabresina felett, és az osztrák–magyar vadászgépek lecsaptak rá: neki kikapcsolt motorral sikerült elérnie az olasz partokat, és egy mocsárban kényszerleszállást hajtott végre.
1917. december 13-án szerezte meg negyedik győzelmét Ghertele egén Ciottival és Andrea Costantini hadnaggyal, a 2. Repülőosztagból. Szintén Ciottival a következő év január 11-én Crosara felett aratta ötödik győzelmét, megkapva az azzal járó ászpilóta címet. Hatodik, utolsó igazolt sikerét 1918. január 14-én szerezte meg, Valstagna felett. Március 14-én Nieuport 27-jén. alacsonyan repült, s talán a pedál rögzítésének meghibásodása miatt beverte a fejét a géppuska tusába. Marostica kórházába eszméletlenül szállították be, ahol még aznap meghalt.

## Kitüntetései
Szolgálataival kiérdemelte az Olasz Vitézségi Érem bronz, majd ezüst fokozatát.

### Légi győzelmei
| Sorszám     | Dátum                | Egység | Ellenfél              | Helyszín              |
| ----------- | -------------------- | ------ | --------------------- | --------------------- |
| Igazolatlan | 1917. április 2.     | 79.    | kétüléses             | Asiago                |
| Igazolatlan | 1917. április 26.    | 79.    | Hansa-Brandenburg C.I | San Martino del Carso |
| 1           | 1917. augusztus 26.  | 79.    | ismeretlen            | Monte San Michele     |
| 2           | 1917. szeptember 14. | 79.    | kétüléses             | Monte Cismone         |
| 3           | 1917. szeptember 26. | 79.    | Hansa-Brandenburg C.I | Asiago-fennsík        |
| 4           | 1917. szeptember 26. | 79.    | ismeretlen            | ismeretlen            |
| 5           | 1917. december 13.   | 79.    | kétüléses             | Bosco Cabele          |
| 6           | 1918. január 14.     | 79.    | kétüléses             | Valstagna             |

## Fordítás
Ez a szócikk részben vagy egészben  az   Attilio Imolesi című olasz Wikipédia-szócikk ezen változatának fordításán alapul.  Az eredeti cikk szerkesztőit annak laptörténete sorolja fel. Ez a jelzés csupán a megfogalmazás eredetét és a szerzői jogokat jelzi, nem szolgál a cikkben szereplő információk forrásmegjelöléseként.